# 11600 Cipolla
11600 Cipolla è un asteroide della fascia principale. Scoperto nel 1995, presenta un'orbita caratterizzata da un semiasse maggiore pari a 2,6442992 UA e da un'eccentricità di 0,1549234, inclinata di 10,61778° rispetto all'eclittica.
Chiamato in questo modo in onore di Carlo Cipolla (1925-), chimico, astronomo amatoriale e divulgatore scientifico.